# شون أوبري
شون ريتشيرد أوبري (بالإنجليزية: Sean Richard O'Pry) (مواليد 5 يوليو 1989) هو عارض أزياء أميريكي من كينيساو، جورجيا.

## سيرة مهنية
في 2006، حينما كان أوبري في السابعة عشر من عمره، أُكتشف من صوره في ماي سبيس من قبل نول مارين. منذ ذلك الحين، برز أوبري في العديد من الحملات الإعلانية والافتتاحيات الصحافية لكالفين كلاين، جورجو أرماني، فيرزاتشي، دولتشي أند غابانا، رالف لورين، جيانفرانكو فيري، إتش أند أم، أرماني، مارك جاكوبس، لاكوست، دين ودان كاتن، إمريكان إيجل أوتفترز، بوتيغا فينيتا، دكني، فيندي، جي كيو، ديزد، في، ديتايلز، بارنيز نيويورك، يونيكلو، بلومينجديلز، بيلستاف، دي2، أرينا، ديزل، غاب، جووب!، ونميرو.

وسجلت مسيرته افتتاحيات ممشى عروض أزياء لفيرزاتشي، إيف سان لوران، جيفنشي، وفيراغامو، وخواتم لـموسكينو، تروساردي، وإيرمينجيلدو زينا. وقد مشى في عروض أزياء لمصممين أخرين منهم روبرتو كافالي، لوي فيتون، شانيل، مايكل كوروس، وهيرميس. في نوفمبر 2011، أختير أوبري كنجم دار فيكتور أند رولف لحملة عطر سبيسبومب. 

ظهرّ أوبري في أغنية مصورة مع مادونا في «غيرل غون وايلد». كما ظهر أيضًا في الأغنية المصورة لتايلور سويفت لأغنية مساحة فارغة بدور حبيبها. في 2015، صار شون أوبري الوجه الرجالي لمجموعة الصيف لعلامة الملابس الفلبينية بينشوب.

## إنجازات
في عام 2008، وضِّعَ أوبري في المرتبة الثامنة عشر كأكثر عارض أزياء ذكر ناجح في العالم من قبل مجلة فوربس. بعد سنةٍ واحدة فقط، ترقى ليصبح في المرتبة الأولى بالقائمة.
في سبتمبر 2013، سمى موقع Models.com أوبري كأنجح عارض أزياء ذكر في العالم في قائمة الخمسين، وشغل هذه الخانة لعامين متتاليين. وفي ذات الموقع احتل أوبري قائمة الرجال الخارقين، وقائمة أكثر الرجال إثارة، وقائمة رجال المال.

## حياته الشخصية
أوبري هو نصف أيرلندي ونصف أميريكي أصلي. لدى شون أوبري أخٌ أكبر منه، وأختٌ صغرى. وارتاد شون مدرسة شمال كوب الثانوية. موقع الترفيه «الأغنى» (بالإنجليزية: TheRichest) قدّر الثروة الصافية لأوبري بـ6،5 مليون $. وقد لعب سباقات المضمار والميدان، كرة السلة، بيسبول، وكرة القدم في المدرسة الثانوية.

## روابط خارجية
- شون أوبري على موقع IMDb (الإنجليزية)
- شون أوبري على موقع قاعدة بيانات الفيلم (الإنجليزية)

- شون أوبري في Models.com